# Rocío Alemán
Rocío Aranzazú Alemán Benavides (geboren 1992 in Monterrey) ist eine mexikanische Balletttänzerin. Seit 2021 ist sie Erste Solistin am Stuttgarter Ballett.

## Leben
Im Alter von neun Jahren bekam Rocío Alemán ihren ersten Tanzunterricht in einer privaten Ballettschule. Nach einem Jahr wechselte sie an die Escuela superior de Música y Danza de Monterrey. Während der Ausbildung an dieser Schule nahm sie an Wettbewerben teil und erhielt mehrere Stipendien. 2008 gewann sie in New York beim Youth American Grand Prix ein die Goldmedaille und ein Stipendium. Das ermöglichte ihr, ein Studium an der John Cranko Schule in Stuttgart aufzunehmen. Nach Abschluss dieses Studiums wurde sie 2011 als Elevin in das Stuttgarter Ballett aufgenommen und der folgenden Saison als Tänzerin ins Corps de Ballet. In der Saison 2014–2015 wurde sie zur Halbsolistin befördert. In der Saison 2018–2019 erreichte sie den Rang einer Solistin. Mit Beginn der Spielzeit 2021–2022 wurde sie zur Ersten Solistin ernannt.
Sie tanzte Solorollen in Choreografien von John Cranko, Mauro Bigonzetti, Jiří Kylián, Hans van Manen, Marco Goecke, George Balanchine und William Forsythe. Die Choreografin Katarzyna Kozielska und der Choreograf Fabio Adorisio schufen Rollen eigens für sie.
In der Filmbiografie Cranko von 2024 verkörperte sie die Rolle von Birgit Keil.

## Auszeichnungen
- 2005 Goldmedaille beim Concurso Nacional de Danza Clásica Infantil y Juvenil[6]
- 2008 Bronzemedaille beim Concurso Internacional para Jóvenes Estudiantes de Ballet, Kuba[6]
- 2008 Goldmedaille in der Seniors Division beim Youth American Grand Prix, New York City[1]